# Matrox
Matrox Electronic Systems, Ltd. is een Canadees fabrikant van videokaarten en apparatuur voor personal computers.
Matrox is verder onderverdeeld in drie divisies:

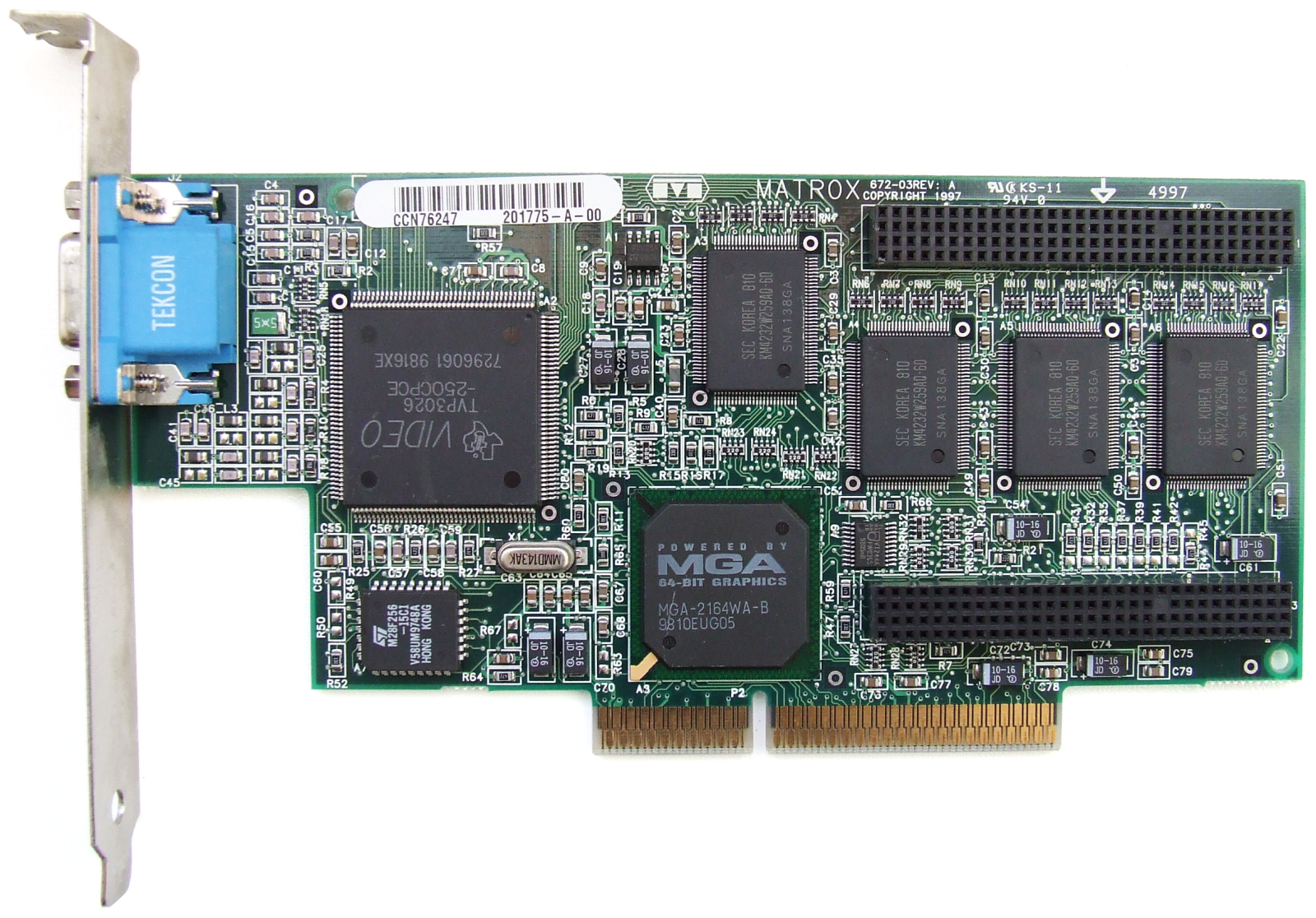
Matrox Millennium

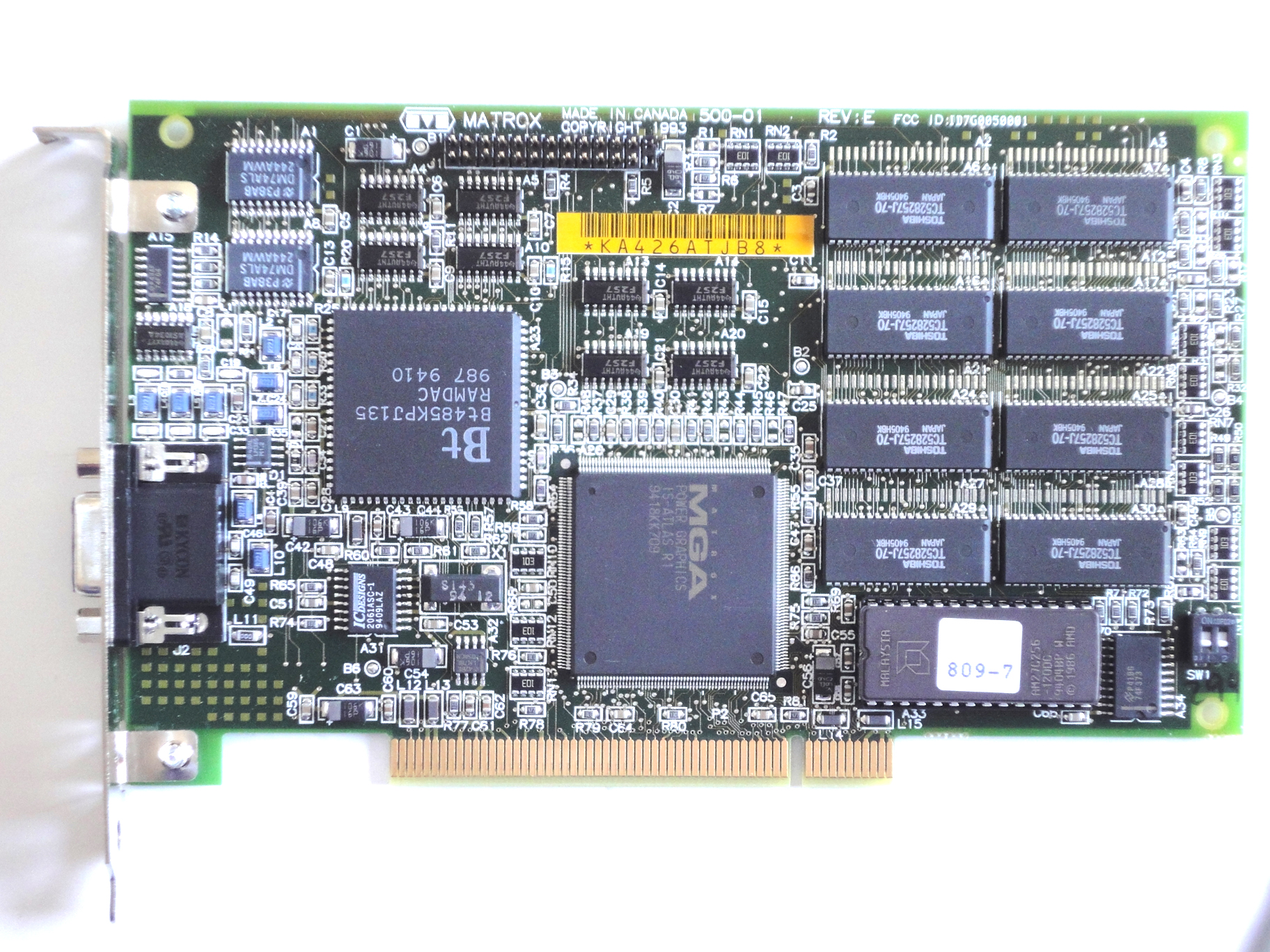
Matrox Ultima

- Matrox Graphics
- Matrox Imaging
- Matrox Video

## Geschiedenis
Matrox werd in 1976 opgericht door Lorne Trottier en Branko Matić in de Canadese stad Montreal. De naam Matrox is ontstaan via de eerste letters van de achternaam van beide oprichters.
In de jaren 90 van de twintigste eeuw was Matrox een toonaangevend fabrikant van grafische kaarten voor de professionele sector. Eind jaren 90 trok Matrox zich terug uit de markt voor high-end 3D-kaarten vanwege hoge ontwikkelings- en productiekosten. Toen Intel het segment voor grafische desktopchips ging beheersen richtte Matrox zich op videokaarten met ondersteuning voor meerdere monitoren. In 2002 werd het personeelsbestand bijna gehalveerd naar 800 medewerkers.
Tegenwoordig worden de grafische kaarten van Matrox nog toegepast voor gebieden waar een hoge beeldkwaliteit en resolutie van belang is, bijvoorbeeld op medisch gebied, bij grafische artiesten en andere bedrijfsmatige toepassingen.

## Producten
Een lijst van videokaarten voor de thuismarkt:
- Ultima
- Impression
- Mystique
- Millennium
- m3D
- Productiva
- Parhelia

Voor de medische markt werden de volgende videokaarten ontwikkeld:
- MED-serie
- RAD-serie
- TheatreVUE-serie